# Sólymos Sándor
Sólymos Sándor (Debrecen, 1952. március 12. — ) magyar Ybl-díjas építész, filozófus, egyetemi docens, habilitált doktor. Stratégia rektorhelyettes és tanszékvezetőként vonult nyugdíjba a Magyar Képzőművészeti Egyetemről. Végzettsége szerint építészmérnök (BME, 1976) és filozófia szakos tanár (ELTE, 1983).

## Családja
Felesége Sólymosné Vasi Ildikó építészmérnök, szociológus, a Pro-Terra Kft. tervezőiroda ügyvezető igazgatója, településtervező. Három gyermekük született: Sólymos Dávid (1981) 3D grafikus, Sólymos Ádám (1983) programozó és Sólymos Ágnes (1988) grafikus művész.

## Iskolái
Általános- és középiskolai tanulmányokat szülővárosában, Debrecenben folytatott. 1970-ben tett érettségi vizsgát a Péchy Mihály Építőipari Technikumban. Felsőfokú tanulmányok céljából a Budapesti Műszaki Egyetemre jelentkezett, 1971-1976 közt ott végezte el építészmérnöki szakot, 1976-ban nyert építészmérnöki diplomát. Később 1981-1983 közt az Eötvös Loránd Tudományegyetemen filozófiai tanulmányokat folytatott, filozófia szakos diplomáját 1983-ban kapta kézhez.

## Munkássága
1976-78-ig tanársegéd Pécset a Pollack Mihály Műszaki Főiskola Épületszerkezeti Tanszékén. (Lásd: Korszerű burkolatok. Álmennyezet. Fém nyílászárók. Épületszerkezetek. Tájékoztató; Műszaki Főiskola, Pécs, 1978.) Ezután, 1978-87 között építésztervezőként tevékenykedik a Tervezésfejlesztési és Típustervező Intézetben. Eközben 1983-ban felvétel nyert a Magyar Urbanisztikai Társaságba, 1985-ben pedig a Magyar Építőművészek Szövetségébe.
1985-től félállású tudományos kutató lett a Magyar Képzőművészeti Főiskolán az építészettörténet tárgy akkori professzora mellett, majd 1987-től egyetemi adjunktus ugyanitt. 1987-89 között a Műszaki Tervezés c. folyóirat szerkesztője volt mellékállásban.
1990-től az építészettörténet tárgy I.-IV. szemeszter előadójává lépett elő a Magyar Képzőművészeti Egyetemen, majd 1991-től egyetemi docensi fokozatban folytatta munkáját.
1994-ben az MTV-1-en "Milyen ház a mi házunk?" című építészeti gyermeksorozat szakértő-műsorvezetője.
1995-től az Ybl Miklós Műszaki Főiskolán építészettörténeti előadások.
1995. "Ökológia és ökologizmus" c. jegyzet az Ybl Miklós Műszaki Főiskolán.
1996-98-ban előadások Szarvason, a Brunszvik Teréz Óvóképző Főiskola Rajztanár Szakán.
1996-98-ban "Bútor-történet" előadások az Ybl Miklós Műszaki Főiskolán. Ugyanott előadások a posztgraduális képzése keretei között
1998-ban "A posztmodern manierizmus" című előadás, Győr, II. Országos Főépítész Konferencián. Az előadás "Építészeti kritika vagy kritikai építészet?" címmel tanulmányként szerepel a Magyar Építész Kamara 1998-as évkönyvében.
1999. meghívott előadó az Építészek Nemzetközi Szövetsége (UIA) pekingi, XX. világkongresszusán. "Az építészettörténet vége és az utolsó építész" c. előadás, publikálva a konferencia záródokumentumában, (Architecture of the 21st century, Academic Treatises, Vol. 2. P. 143) és az "Új Magyar Építőművészet" c. folyóiratban.
1999 júniusában, meghívott előadó, Vigadó Galéria "Káosz és Rend" szimpóziumon. Ennek révén az MTV-1-en a "Mélyvíz" c. produkciójában beszélgetés "Káosz és Rend", Váradi Júlia műsorvezetésével.
1999-től a Magyar Képzőművészeti Egyetem Művészetelméleti Tanszéke tanszékvezetője. A MKE Doktoriskolájában (DLA) az elméleti előadásainak koordinátora és előadója.
1999-ben kiadja az "52 építészeti előadás" című kétkötetes építészeti jegyzetet. (MKE)
2000-től, a "Korunk építészete - műelemzés (V.-VI. szem.)" c. új kurzust indít a MKE-en.
2000 és 2003 között a Magyar nagylexikon  építészeti címszavai szerzőként. (Q-utáni építészettörténeti és építészet-elméleti címszavak).
2000-ben meghívott előadó a Magyar Képzőművészeti Egyetem "Corpus Sanctum - Corpus Humanum - Corpus Regni" millenniumi szimpóziumán, "A szent és a profán szimbolikája az építészetben" című előadás.
2000-ben az "Építészetoktatás és a historizmus szemlélete" c. tanulmány. A Magyar Képzőművészeti Egyetem Könyvtára tanulmánykötetében.
2001-ben a Budapesti Műszaki Egyetem Építészetelméleti és Történeti Tanszékén "Inspiráció" c. tudományos ülésszak és szimpózium. "A szent és a profán" c. előadás. A szimpózium anyaga - Inspiráció címmel - könyv alakban jelent meg. Akadémia Kiadó, 2001.
2001. április, "Frank Gehry; A bilbaói Guggenheim Múzeum" (Az építészet és a szobrászat határán I.) című elemző előadás Farkas Ádám szobrászművésszel, a MKE DLA kurzusán.
2001-ben meghívott előadó, Buenos Airesben a IX. Építészeti Biennálén. Az előadás publikálva a konferencia záródokumentumában.
2002-ben, a Magyar Építőművészek Szövetsége képviseletében Berlinben a XXI. UIA konferencián. "Az Építészet, mint a kulturális paradigmaváltások szimbolikus médiuma" c. előadás, poszter és CD változatban is megjelent. Az előadás szövege olvasható az Interneten magyar és angol nyelven az (www.epiteszforum.hu) honlapon.
2002-ben a "Keretes szerkezet" című tanulmány, a Kritika c. folyóirat decemberi (2002.12.) számában. A cikk a New York-i 9.11.-es terrortámadás évfordulójára készült publikálva még az Építészfórumon (www.epiteszforum.hu), és a Műegyetem "Architectura Hungariae" nevű elméleti folyóiratában (https://web.archive.org/web/20160320131541/http://arch.eptort.bme.hu/).
2002. november "Daniel Libeskind; A berlini Zsidó Múzeum épülete", (Az építészet és a szobrászat határán II.) című elemző előadás Jovánovics György szobrászművésszel, a MKE DLA kurzusán.
2002. december, a MKE Művészetelméleti tanszéke I. művészetelméleti szimpóziuma "Új paradigmák, 2001. 09. 11. után" címmel. Szervező, moderátor, előadó.
2002-ben önálló kötet a "A Magyar Képzőművészeti Egyetem doktoriskolájában elhangzott előadások" című sorozatban. MKE DLA 02, ISSN 1589-5238. Hamarosan olvasható az Interneten a (http://www.solymossandor.hu Archiválva 2016. március 4-i dátummal a Wayback Machine-ben) honlapon is.
2003. május, a MKE Művészetelméleti tanszék II. művészetelméleti szimpóziuma "A posztmodern után" címmel. Szervező, moderátor előadó.
2003. augusztus, "Az Elvesz(t)ett, az elve(sz)tett centrum problémája (1789,1889,1989)" című előadás, a 36. Savaria Urbanisztikai Nyári Egyetemen. A tanulmány szövege hamarosan olvasható a (http://www.solymossandor.hu Archiválva 2016. március 4-i dátummal a Wayback Machine-ben) honlapon. Az előadás a "Korunk Építészete" kurzus és a DLA kurzus keretei között is elhangzott a MKE-n.
2003. november, a Collegium Budapest és a Santa Fe Institute (USA, New Mexico) előadás "Form and Function in Architecture" címmel.
2003. november, "Le Corbusier Ronchamp-i kápolna" (Az építészet és a szobrászat határán III.) címmel, Jovánovics György és Farkas Ádám szobrászművészekkel elemző előadás, a MKE DLA kurzusán.
2003. november, az Erzsébet téri Gödör Klubban "Víz-Tükör" című előadás, a Víz témakörben rendezett akcióhét keretei között.
2003. november, Magyar Képzőművészeti Egyetem Doktoriskolája előadásait bemutató két kötetének könyvbemutatója, MKE DLA 01, és 02 címmel.
2004. március 11-én a Magyar Köztársaság Belügyminisztere az Ybl Miklós díjjal tüntette ki.
2004. április, a MKE Művészetelméleti tanszék III. művészetelméleti szimpóziuma "Az epreskert filozófusai" címmel. Szervező, moderátor előadó.
2004. április: Ernst Múzeum, Gulácsy Szimpózium, "Az építészet külső és belső képe", címmel előadás. Publikálva a "Pro Philosohiae" c. kötetben, 2005-ben. ISSN 1219-1639
2004. április "Élő struktúrák" címmel előadás A.P.A. (Ateliers pro Arts) galériában,
2004. a Magyar nagylexikon  XIX. kiegészítő kötet építészet címszavai. Az utóbbi 15 év építészete térségek, régiók, jelentős alkotók, 2.0 ív terjedelemben.
2005. április a Művészetelméleti Tanszék IV. művészetelméleti szimpóziuma "JEL-KÉP-TAN" címmel. Szervező, moderátor és előadó.
2005. május 5-én tartotta "Az építészeti minimalizmus" c. habilitációs előadását a Magyar Képzőművészeti Egyetemen. A habilitációt az egyetem elfogadta, az előadónak a Dr. Habil. címet adományozta.
2005. szeptember a Szent István Egyetem Ybl Miklós Főiskolai karán tartott szimpózium előadója. "Ökológia vagy Apológia" címmel, az előadás megjelent a Magyar Építőművészet folyóiratban.
2005. május, Beszélgetés a kortárs építészetről, Hír TV-ben, 9.00-12.00-ig.
2006. április, a MKE Művészetelméleti Tanszék V. művészetelméleti szimpóziuma. "Az ábrázolás tilalma; A dimenziók kivonulása az építészetből" címmel. Szervező, moderátor előadó.
2006. június 25-29., Frank Gehry (USA) építész budapesti szakmai vezetése.
2006. június "Frank Gehry Budapesten" c. tanulmány az (www.epiteszforum.hu)-n,
2004-06. között az NKA támogatásával az építészet tárgy diaanyagának digitalizálása, és az építészettörténet négy félévének előadásainak számítógépes prezentáció formába szerkesztése.
2006 szeptemberétől meghívott építészettörténet előadó a Moholy-Nagy Művészeti Egyetem Építészet Szakán.
2007. "A Pritzker díjasok Bemutatása" c. őszi kurzus a MKE, Korunk építészete kurzusán. 2007. május, "A dekonstrukció; Hadid, Gehry, Libeskind, Himmelblau" c. Előadás az MKE DLA kurzusán.
2007. július, "A modern és a posztmodern építészet és kortárs tendenciák" c. előadás a MKE továbbképző kurzusán Tihany, Somogyi József Művésztelep.
2007. november, "Minimalista művészet - minimalista építészet" c. előadás Nyíregyházán a "Pegazus Művészeti Szabadegyetem"-en.
2008. március, "Biomorf építészet" címmel tartott előadás. A Budapesti Műszaki Egyetem Építészmérnöki Karán a Középülettervezési Tanszék szervezésében folyó, Tervezői Szakmérnök Képzés szimpóziumán.
2008. április 5-12. között szakmai vezetés és műelemzés Berlin kortárs építészetéről Berlinben, a Magyar Képzőművészeti Egyetem szcenika szakos hallgatóinak és előadóinak.
2008. április, "A 21. sz.-i reneszánsz" című építészeti előadás az Erdős René Társaság I. szimpóziumán.
2008. május, A Hír-TV által Epreskertről készített televíziós rövidfilm tanárszereplője Jovánovics György szobrászművésszel és Tölg-Molnár Zoltán festőművésszel.
2008. július, "Kortárs építészeti tendenciák" címmel előadás a Magyar Képzőművészeti Egyetem Rajztanári Tihanyi továbbképző kurzusán. Tihany, Somogyi József Művésztelep.
2008. szeptember, "Az építészeti felület szimbolikája" című építészeti előadás az Erdős René Társaság II. szimpóziumán.
2008. október, "Minimalista építészet" címmel tartott előadás. A Budapesti Műszaki Egyetem Építészmérnöki Karán a Középülettervezési Tanszék szervezésében folyó, Tervezői Szakmérnök Képzés szimpóziumán.
2008. november, "A biomorf építészet" című előadás a Budapesti Műszaki és Gazdaságtudományi Egyetem Építészmérnöki Karán.
2008. december, interjú és portré az ARCHTV Internetes televízió műsorában.
A Magyar Képzőművészeti Egyetem Művészetelméleti Tanszéke 2009-től elindítja a "Művészeti Elemző" (népszerűbb nevén Kurátor) szakos képzést. Ennek szervezésében és akkreditációjában vezető részt vállalt és 2009. szeptembertől induló oktatás szakvezetője.
2009-től, Tervezés Módszertan kurzus Moholy-Nagy Művészeti Egyetem Építészet Szakán.
Kapitány András–Sólymos Sándor: A szobor mint épület; Fuga Budapesti Építészeti Központ, Bp., 2009
Az utóbbi 15 év alatt mintegy 30 alkalommal nyitott meg kiállításokat, volt hallgatók és kollégák felkérésére, és mintegy 50 egyéb előadást tartott különböző szervezetek felkérésére a kortársépítészet illetve az építészettörténet tárgykörében.